# 格鲁吉亚太阳符

格鲁吉亚太陽符（羅馬化：Borjgali）是一個古老的格魯吉亞符號，其圖樣為一個七道圓形光芒的螺旋形，象徵太陽與永恆，被認為是格魯吉亞文化的重要象徵。

## 應用
該圖案作為國家象徵之一，被大量用於喬治亞官方文件，如身分證、護照和硬幣上，同時也是喬治亞國家橄欖球隊的標誌，格魯吉亞橄欖球隊的球員被稱為ბორჯღალოსნები（borjgalosnebi），意思是「擁有Borjgali的男人」。自1994年起該圖案也用於格魯吉亞航空公司的標誌。

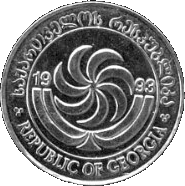
格魯吉亞拉里硬幣
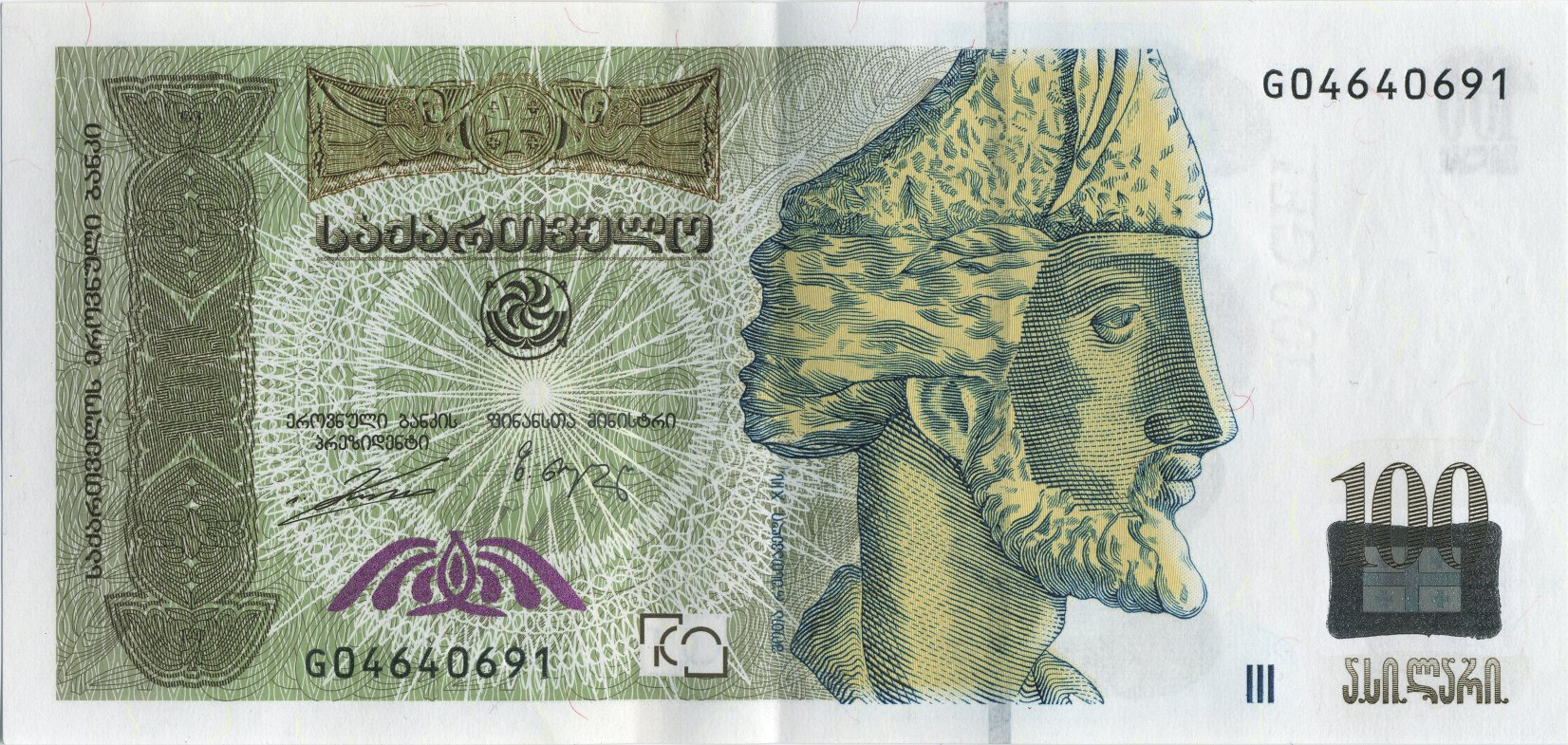
格魯吉亞拉里紙鈔
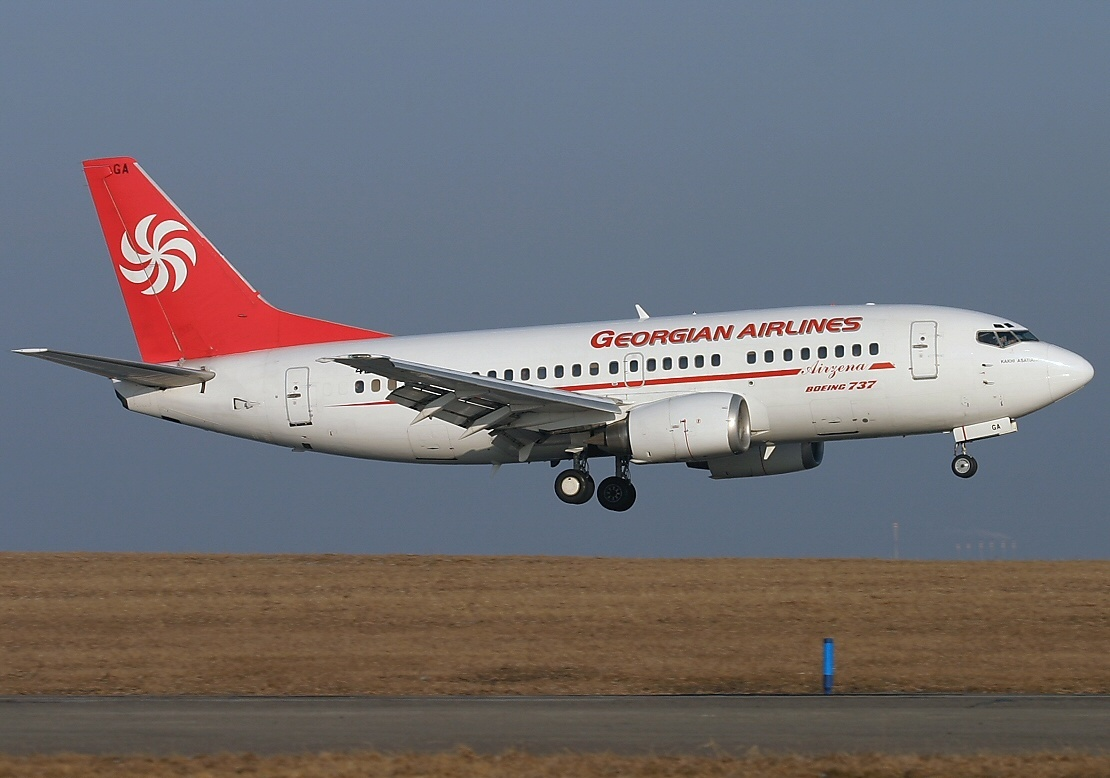
格魯吉亞航空